# Carlos Trillo
Pour les articles homonymes, voir Trillo.
 (novembre 2018).
 (novembre 2018).
Si vous disposez d'ouvrages ou d'articles de référence ou si vous connaissez des sites web de qualité traitant du thème abordé ici, merci de compléter l'article en donnant les références utiles à sa vérifiabilité et en les liant à la section « Notes et références ».
Carlos Trillo, né le 1er mai 1943 à Buenos Aires et mort à Londres le 8 mai 2011,, est un scénariste argentin de bande dessinée.

## Biographie
Carlos Trillo commence sa carrière de scénariste à l'âge de 20 ans en écrivant un scénario pour le magazine Patoruzu. En 1973, il prend la direction du magazine Satiricon. L'année suivante, il rencontre Alberto Breccia avec qui il entame Un certain Daneri, puis Horacio Altuna avec qui il crée Chavez le fou. Mais la dictature militaire de 1976 interrompt la parution de la revue et Trillo est obligé de revenir à un discours plus conventionnel.
Il écrit alors pour diverses revues (El Pendulo, Humor, Superhumor…), tout en continuant à collaborer avec Altuna sur de nombreux titres dont Charlie Moon, Merdichevski, Les Petites Portes de M. Lopez et Slot Machine. Il débute au même moment une collaboration avec Domingo Mandrafina à travers Histoires sans paroles, puis El Husmeante. Dans les années 1980, il continue à développer son style et à travailler et fait naitre de nombreuses série avec des dessinateurs argentins : Peter Kampf et Cosecha Verde toujours avec Madrafina, Carnage Plus et Light and Bold avec Jordi Bernet), Fulù, Simon et JC Benedict avec Eduardo Risso ou encore Gangrène avec Juan Gimenez.
C'est en 1992 qu'il crée sa série la plus connue, Cybersix illustré par Carlos Meglia. C'est la même année qu'il signe Spaghetti Brothers, un deuxième succès illustré cette fois par Mandrafina. 
Il meurt le 8 mai 2011 à 68 ans.

## Œuvres en français
- Histoires sans paroles, dessin Domingo Mandrafina, Campus, 1983.
- La Dernière Récré, dessin Horacio Altuna, Glénat, coll. Grands Chapitres, 1986.
- Carnage+, dessin Jordi Bernet, Albin Michel 1986.
- Gangrène, dessin Juan Gimenez, Comics USA, 1987.
- Grand reporter, dessin Horacio Altuna, Glénat, coll. Grands Chapitres, 1986.
- Fantasmagories, dessin Horacio Altuna, Dargaud, coll. Images Passion, 1988.
- Le Fouineur, dessin Domingo Mandrafina, Alpen Publishers, 1988.
- Belle et la Bête, dessin Jodi Bernet, Comics USA, 1989.
- Fulù, dessin Eduardo Risso, Glénat, coll. Grafica.

1. Le Mauvais Sort, 1989.
2. La Danse des dieux, 1990.
3. Dans l'ombre du désir, 1990.
4. La Mer, la liberté, 1991.
5. La Source de vie, 1992

- Simon - Une aventure américaine, dessin Eduardo Risso, 1993.
- Cybersix, dessin Carlos Meglia, Glénat, coll. Grafica.

1. Tome 1, 1995.
2. Tome 2, 1995.
3. Tome 3, 1995.
4. Tome 4, 1995.
5. Tome 5, 1996.
6. Tome 6, 1996.
7. Tome 7, 1996.
8. Tome 8, 1997.
9. Tome 9, 1997.
10. Tome 10, 1997.
11. Tome 11, 1998.
12. Tome 12, 1998.

- Spaghetti Brothers, dessin Domingo Mandrafina, Vents d'Ouest.

1. Tome 1, 1995.
2. Tome 2, 1995.
3. Tome 3, 1996.
4. Tome 4, coscénario Guillermo Saccomano, 1996.

- Chicanos, dessin Eduardo Risso, Albin Michel, 1997.
- Bang Bang, dessin Jordi Bernet, Albin Michel, coll. L'Écho des Savanes.

1. Bang Bang, 1998[3].
2. Viva Mexico !, 2001[4].
3. Reines de la savane, 2002.
4. Prison de femmes, éd.Drugstore/Vent des Savanes, 2009.
5. Une étudiante à New-York, éd.Drugstore/Vent des Savanes, 2009.

- La Grande Arnaque, dessin de Domingo Mandrafina, Albin Michel.

1. La Grande Arnaque, 1998.
2. L'Iguane, 1998[5].

- Vidéo noire, dessin Eduardo Risso, Albin Michel, 1999[6].
- Vieilles Canailles, dessin Domingo Mandrafina Bernet, Albin Michel, coll. L'Écho des Savanes.

1. L'Esprit de famille, 1999.
2. L'Honneur des Centobucchi, 1999.

- Mon nom n'est pas Wilson, dessin Walter Fahrer, Casterman, coll. « Ligne rouge »[7].

1. Pâleur mortelle, 2000.
2. Killer, 2002.
3. Berlin, 2004.

- Je suis un vampire, dessin Eduardo Risso, Albin Michel.

1. La Résurrection, 2000.
2. La Malédiction, 2000[8].
3. La Destruction, 2001[9].
4. La Résolution, 2001.

- Claire de nuit, dessin Jordi Bernet, coscénario Eduardo Maicas, La Mascara, coll. Privilège.

1. Tome 1, 2000.
2. Tome 1, 2000.
3. Tome 1, 2000.
4. Tome 1, 2001.
5. Faisons un rêve, Erko, 2001.

- C'est la vie t. 1 : À quoi bon tomber amoureux quand on est jeune, timide et con !, dessin Laura Scarpa, La  Mascara/Privilège, 2001  (ISBN 2-914082-33-9)[10].
- Zachary Holmes, dessin Juan Bobillo, Erko.

1. L'Affaire du monstre, 2001.
2. L'Affaire du sorcier, 2002.

- Le Monde des nombreux noms, dessin Horacio Domingues, Albin Michel.

1. Hyter de Flok, 2001[11].
2. Aileen, 2001.

- Bird, dessin Juan Bobillo, Erko.

1. Le Tatouage, 2001.
2. Le Masque, 2003.
3. Le Visage, 2005.

- Buscavidas, dessin d'Alberto Breccia, Rackham, coll.Morgan, 2001[12].
- Lectures macabres, dessin d'Eduardo Risso, Albin Michel, 2001.
- Le Cri du Vampire, dessin de Jordi Bernet, Albin Michel, 2001.
- Tabasco Blues, dessin d'Eduardo Risso, Albin Michel, 2002[13].
- Des frites au chocolat, dessin Juan Bobillo, Erko, 2003.
- Pourquoi les chevaliers ont disparu, dessin Horacio Domingues, Erko, 2003.
- La Mauvaise Fée, dessin d'Horacio Dominges, Albin Michel, 2003[14].
- Néférou le chat, dessin de Peno, 2004.
- Lune Rouge, dessin d'Eduardo Risso, Erko.

1. Les Secrets de M. Bran, 2005.
2. Le Cirque à l'attaque, 2005.

- Anton Blake, dessin Juan Bobillo, coll. Casterman, Ligne Rouge.

1. Détective des sentiments, 2005.

- Mémoires d'une vermine, dessin de Juan Saenz Valiente, Albin Michel, 2005.
- La Corne écarlate, dessin de Lucas Valera, Erko, 2005.
- La Marque du péché, dessin d'Horacio Dominges, Albin Michel.

1. Angustias, 2007.

- Red Song, dessinde Carlos meglia, Soleil Productions.

1. Cache-toi !, 2008.

- L'Héritage du Colonel, dessin de Lucas Valera, 2008.
- Point de rupture, dessin d'Eduardo Risso, Delcourt, coll.Contrebande.

1. Tome 1, 2009.
2. Tome 2, 2009.

- Jusepe en Amérique, dessin de Pablo Tunica, Gallimard, coll. Bayou, 2009.
- La Française, dessin de Pablo Tunica, Delcourt.

1. Mireille, 2011.

## Récompenses
- 1978 :  Prix Yellow-Kid du dessinateur étranger, pour l'ensemble de son œuvre
- 1984 :  Prix du meilleur scénariste de l'année au festival de Barcelone.
- 1996 :  Yellow Kid du meilleur auteur du Festival de Lucca.
- 1999 :  Alph-Art du scénario au festival d'Angoulême pour La Grande Arnaque[15]
- 2002 :  Prix Max et Moritz de la meilleure publication de bande dessinée pour adolescents avec C'est la vie (avec Laura Scarpa